# Colours (canción de Calvin Harris)
«Colours» es el quinto sencillo del músico electrónico escocés Calvin Harris. La versión original de esta canción se encuentra incluida en su álbum debut I Created Disco. Fue lanzada el lunes 5 de noviembre en vinilo de 12" y como descarga digital. La versión en vinilo de 12" incluye remixes de Seamus Haji.
Cuando le preguntaron de qué se trataba el nuevo sencillo, durante una entrevista reciente con Metro, Calvin dijo: «Es sobre un hombre al que no le gustan las chicas que usan ropa oscura porque es un poco fascista».

## Lista de canciones

### 12" vinilo
| 12" (FLYEYE 014) |                                        |          |  |
| N.º              | Título                                 | Duración |  |
| 1.               | «Colours» (Seamus Haji Big Love Remix) | 8:20     |  |
| 2.               | «Disco Heat»                           | 4:30     |  |
| 3.               | «Colours» (Seamus Haji Big Love Dub)   | 7:20     |  |

EP para descarga digital
| Download EP |                                        |          |  |
| N.º         | Título                                 | Duración |  |
| 1.          | «Colours»                              | 4:02     |  |
| 2.          | «Colours» (Seamus Haji Big Love Remix) | 8:20     |  |
| 3.          | «Disco Heat»                           | 4:30     |  |
| 4.          | «Colours» (Seamus Haji Big Love Dub)   | 7:20     |  |